# Tenctères

Répartition des peuples germaniques au Ier siècle ap. J.-C.

Les Tenctères (ou Tencthères) étaient un peuple germanique. D'après Jules César dans ses Commentaires sur la Guerre des Gaules (livre-IV, chapitres 1 et 4). les Tenctères et les Usipètes, harcelés par les Suèves, se seraient réfugiés sur le territoire des Ménapes après un périple en Germanie.
Ils sont ultérieurement mentionnés dans la Géographie de Ptolémée et par Tacite dans ses « Mœurs des Germains » : « Tout près des Cattes, les Usipiens et les Tenctères habitent sur le Rhin qui à cet endroit coule encore dans un lit assez fixe pour servir de limite... »